# Acústico e Ao Vivo (álbum de Hugo & Guilherme)
Acústico e Ao Vivo é o álbum de estreia da dupla sertaneja Hugo & Guilherme lançado de forma independente em 22 de julho de 2016. As canções de sucesso desse álbum foram Na Maldade, com Henrique & Juliano e Imagina, com Maiara & Maraisa.

## Antecedentes e gravação
Antes de conhecer Matheus Neves, como Guilherme, Hugo havia sua carreira solo, até 2015, como Spartaco (seu nome real) com um DVD gravado em Maringá, no Paraná, com direito a participações especiais de Cristiano Araújo e Bruninho & Davi, em 2012, além de substituir Hugo Pena, da antiga dupla Hugo Pena & Gabriel, tornando-se, com ele, Hugo & Gabriel, dupla que durou quase dois anos. Hugo conheceu Guilherme em Goiânia, em 2015 e a dupla se formou.

### Gravação e lançamento
O álbum foi gravado no dia 19 de abril de 2016 na Vila Cavalcare, em Goiânia, para 200 convidados, com cenário intimista e natural e decoração rústica, com a participação das duplas Henrique & Juliano, na faixa Na Maldade, e Maiara & Maraisa em Imagina. O DVD teve a produção musical de Willibaldo Neto e a direção de vídeo da Caverna Filmes.
"Estamos muito ansiosos agora para o lançamento, não temos pressa, mas agora queremos ver o resultado. Ficamos felizes, poder desenvolver um trabalho do jeito que a gente quis foi a melhor maneira de agradarmos o público”, diz Hugo.
"O destino realmente foi nosso grande amigo, ele nos uniu! Mal começamos e já temos tantas ideias juntos, agradecemos aos envolvidos, familiares e amigos pelo apoio, foi uma noite inesquecível, é o início de uma linda história, com certeza”, acrescenta Guilherme.

## Lista de faixas
| N.º            | Título                                                           | Compositor(es)                                                                            | Duração |  |
| 1.             | "Quebra Galho"                                                   | Everton Matos Diego Ferrari Paulo Pires Ray Antonio                                       | 3:26    |  |
| 2.             | "Balada Nice"                                                    | Murilo Huff Rafael Augusto Jairo Goes Santorine                                           | 2:27    |  |
| 3.             | "Na Maldade" (part. Henrique & Juliano)                          | Allef Rodrigues                                                                           | 2:46    |  |
| 4.             | "Quarto dos Fundos"                                              | Danillo Davilla Elcio Di Carvalho Junior Pepato Lari Ferreira                             | 3:22    |  |
| 5.             | "Fica Com a Fama"                                                | Hugo Vezzani Guilherme Neves                                                              | 3:21    |  |
| 6.             | "Pretexto"                                                       | Jeann Anacleto                                                                            | 3:52    |  |
| 7.             | "Vai Ter Que Provar"                                             | Vezzani João Fernando                                                                     | 2:59    |  |
| 8.             | "Imagina" (part. Maiara & Maraisa)                               | Celi Jr. Guilherme Neves                                                                  | 3:28    |  |
| 9.             | "Vê Se Pode"                                                     | Vezzani                                                                                   | 2:42    |  |
| 10.            | "Senta, Bebe e Chora"                                            | Vezzani Di Carvalho Brunno Flop Jhonny Rodrigues                                          | 2:52    |  |
| 11.            | "Na Hora Errada"                                                 | Henrique Batista João Neto Frederico Danilo D'avilla                                      | 3:00    |  |
| 12.            | "Se Eu Separar Ninguém Me Junta"                                 | Matos Lara Menezes Victor Gabriel Gustavo Martins Dayane Camargo Antonio Henrique Batista | 2:48    |  |
| 13.            | "Ninguém É de Ninguém"                                           | Marcos Garcia                                                                             | 2:41    |  |
| 14.            | "Vamos Tentar de Novo"                                           | Juliano Tchula Kleo Dibah                                                                 | 3:06    |  |
| 15.            | "Memória Curta"                                                  | Alex Torricelli Luiz Fernando                                                             | 2:51    |  |
| 16.            | "Jogo de Orgulho" (originalmente gravada por Leandro & Leonardo) | Álvaro Socci Cláudio Matta Vivian Perl                                                    | 5:03    |  |
| Duração total: | Duração total:                                                   | Duração total:                                                                            | 50:44   |  |